# Hussein ibn Nasser
Hussein ibn Nasser (30 de novembro de 1902 - 1 de maio de 1982) foi um político e diplomata jordano. Foi primeiro-ministro do seu país entre 21 de abril de 1963 e 9 de julho de 1963, e entre 4 de março de 1967 e 23 de abril de 1967. Foi ainda embaixador na Turquia e na Espanha.

## Biografia
Era filho de Nasser ibn Ali al-Hashimi (1863-1925), o irmão mais novo do futuro rei Hijaz Husayn ibn Ali.
Depois de se formar no Colégio de Direito em Istambul, ingressou na função pública iraquiana. Secretário Particular do seu primo Rei Faisal I (1929-1935), adido iraquiano em Ancara (1935-1938), Chefe Adjunto do Protocolo do Ministério dos Negócios Estrangeiros (1938-1942), Cônsul-Geral em Jerusalém (1946-1948).
Em 1948, mudou-se para o serviço jordano. Foi Embaixador Extraordinário e Plenipotenciário para a Turquia (1949-1950), Ministro Plenipotenciário em Paris (1950-1951), Embaixador em Espanha (1953-1961), Ministro da Corte Real (1963-1964), Primeiro-Ministro (1963-1964 e 1967), e Senador do Reino da Jordânia (1963-1964), 1969-1974).
Recebeu do seu primo Rei Abdullah o título pessoal de Príncipe (Amir) com o título de Alteza.
Em 1943, casou-se com a sua prima Princesa Mukbala (1921-2001), a terceira filha do rei Abdullah. Em 1947, nasceu um filho, Zayd.
Hussein bin Nasser morreu em 1982 em Amã e foi sepultado em cemitérios reais da Jordânia.

## Condecorações
Recebeu muitas condecorações de diferentes países. Entre estas incluem-se:
- Grã-Cruz da Ordem Vitoriana Real Britânica (19.7.1966),
- Grande Estrela (classe especial) da Ordem Jordana do Renascimento,
- Grande Fita da Ordem da Independência (Jordânia),
- Grande Fita da Ordem da Estrela da Jordânia,
- Grã-Cruz da Ordem Espanhola de Isabel católica (12.12.1961),
- Grã-Cruz da Ordem espanhola de Mérito Civil (3.6.1955),
- Grã-Cruz da Ordem de Cristo (Portugal),
- Grã-Cruz da Ordem de Mérito da República Italiana (31.8.1963),
- Grã-Cruz da Ordem de Jorge I (Grécia),
- Grande Fita da Ordem Libanesa do Cedro,
- Ordem iraquiana da Mesopotâmia 1ª classe.